# James Finley

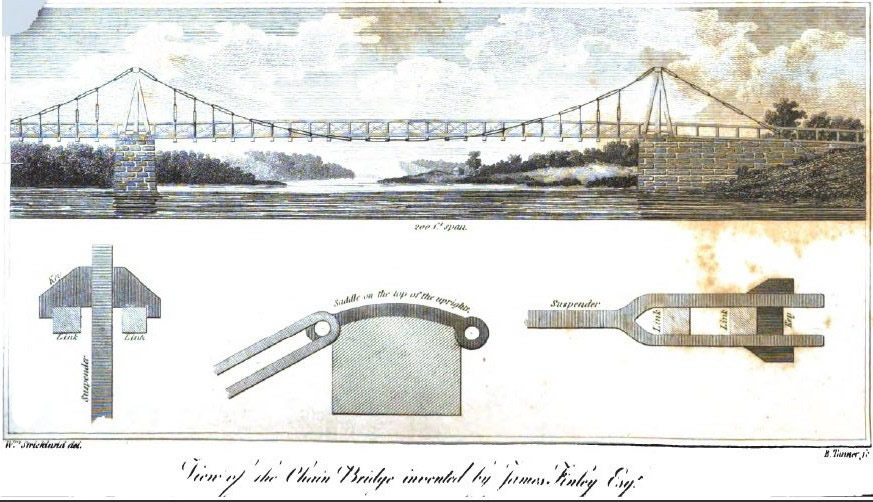
„Ansicht der Kettenbrücke, erbaut von James Finley Esq.“ (1810), Holzstich, William Strickland, The Port Folio [Magazine], Juni 1810. Auch wenn nicht genau identifizierbar, wahrscheinlich die Kettenbrücke bei Falls of Schuylkill.

James Finley (* 1756 in Irland; † 1828), auch Judge James Finley, war ein Brückenbauer und Politiker. Er gilt als der erste Planer und Erbauer von modernen Hängebrücken.

## Leben
Geboren in Irland, zog Finley auf eine 1,16 km² große Farm in Fayette County (Pennsylvania) bei Uniontown. 1784 zum Friedensrichter gewählt, wurde er 1789 Kreisbeauftragter und Mitglied des Repräsentantenhauses und Senats von Pennsylvania. Von 1791 bis zu seinem Tod war er beisitzender Richter im Fayette County.

## Brücken
Seine Jacob’s Creek Bridge, erbaut im Jahr 1801 für 600 US$, und zerstört 1833, war das erste Beispiel einer Hängebrücke mit Ketten aus Schmiedeeisen und einer Fahrbahnplatte. Sie verband Uniontown mit Greensburg, hatte eine Spannweite von 21 Metern, und war 3,8 m breit.
Finley hat 1809 auch eine Ketten-Hängebrücke über den Dunlap’s Creek in Brownsville, Pennsylvania entworfen und gebaut. 1820 aber brach die Brücke unter einer schweren Schneelast bei der Überfahrt eines Gespanns mit sechs Pferden zusammen. 1835 wurde die Brücke durch die Dunlap’s Creek Bridge ersetzt, die landesweit erste Gusseisenbrücke.
Andere Brücken, die nach seinem Patent gebaut wurden, sind:
- am Potomac River, 1807, 39 Meter Spannweite
- Kettenbrücke bei Falls of Schuylkill, Philadelphia, 1808; 2 Joche, östliche Spannweite 60,96 Meter, westliche Spannweite etwa 30,48 Meter; eingestürzt im Januar 1816 unter einer schweren Schneelast
- in Newburyport (Massachusetts) über den Merrimack River, 1810, 74 Meter Spannweite, eingestürzt 1827
- über den Lehigh River, in Northampton (Pennsylvania); blieb in Dienst bis 1933

Obwohl ihm mehr als vierzig Brücken zugeschrieben werden, konnten nur zwanzig identifiziert werden. Keine davon besteht heute noch.
Finley ließ sein System 1808 patentieren und veröffentlichte eine Schrift über das Prinzip der Hängebrücke mit versteifter Fahrbahn.